# 秋田致文
秋田 致文（あきた むねぶみ）は、鎌倉時代初期の豪族。奥州藤原氏の郎党。出羽国秋田郡（現・秋田市）を本拠地とした。名前の読みは定かではなく、「ゆきぶみ」、「ただぶみ」など諸説ある。

## 人物・来歴
資料が残っていないため出自は不明である。姓は秋田だが、これは本拠地である郡名を取ったものと考えられ、安土桃山時代に派生した秋田氏（安東氏の後身）とは別系。
1180年（治承4年）  宇治平等院の戦いで敗れた源頼政の一族が、下野国の守護である源頼兼（源頼政の四男）を頼って落ち延びて来た時に、平清盛が源頼政一族討伐の院宣を出したため、これに従って、千余騎の軍勢を率いて会津方面より源頼政一族の潜む塩原（後の塩原町）へ攻め込んだ。しかし、尾頭峠で塩原八郎家忠と源頼政一族の巧みな戦術で防戦され、勝算なしと見たのかそれ以上戦わずに秋田に引き返している。
1189年（文治5年）8月 - 鎌倉幕府の奥州合戦に際し、主君・藤原泰衡の命を受け、田川郡の豪族・田川太郎行文と共に、越後国方面より北進してきた比企能員と、宇佐美実政の率いる幕府軍と戦って敗れ、さらし首にされた。